# Czernice Borowe (gemeente)

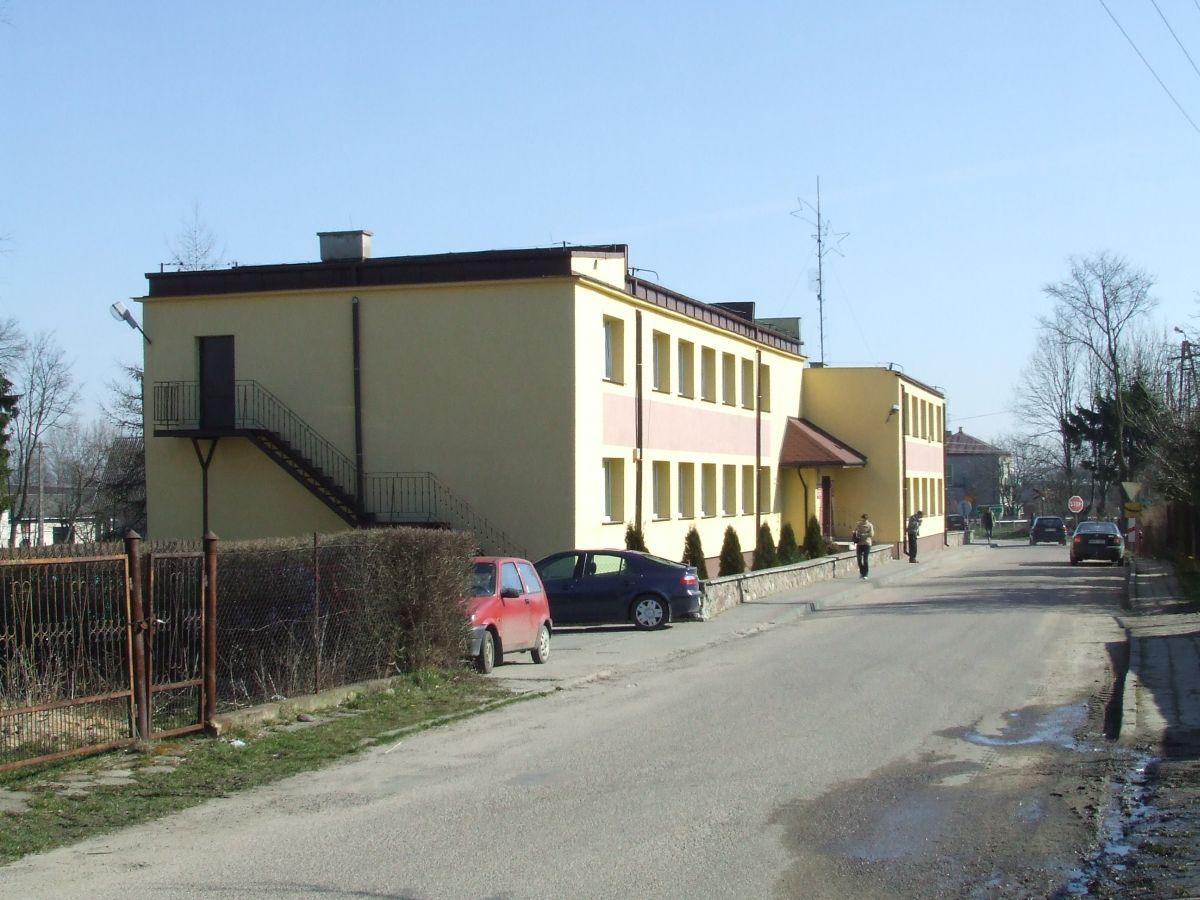
Urząd Gminy

De gemeente Czernice Borowe is een landgemeente in het Poolse woiwodschap Mazovië, in powiat Przasnyski.
De zetel van de gemeente is in Czernice Borowe.
Op 30 juni 2004 telde de gemeente 4082 inwoners.

## Oppervlakte gegevens
In 2002 bedroeg de totale oppervlakte van gemeente Czernice Borowe 120,31 km², waarvan:
- agrarisch gebied: 87%
- bossen: 8%

De gemeente beslaat 9,88% van de totale oppervlakte van de powiat.

## Demografie
Stand op 30 juni 2004:
| Omschrijving                   | Totaal | Totaal | Vrouwen | Vrouwen | Mannen | Mannen |
| ------------------------------ | ------ | ------ | ------- | ------- | ------ | ------ |
| eenheid                        | aantal | %      | aantal  | %       | aantal | %      |
| inwoners                       | 4082   | 100    | 1987    | 48,7    | 2095   | 51,3   |
| bevolkingsdichtheid (inw./km²) | 33,9   | 33,9   | 16,5    | 16,5    | 17,4   | 17,4   |

In 2002 bedroeg het gemiddelde inkomen per inwoner 1223,09 zł.

## Administratieve plaatsen (sołectwo)
Borkowo-Falenta, Chojnowo, Chrostowo, Czernice Borowe, Dzielin, Górki, Grójec, Jastrzębiec, Kadzielnia, Kosmowo, Miłoszewiec, Nowe Czernice, Obrębiec, Olszewiec, Pawłowo Kościelne, Pawłówko, Pierzchały, Rostkowo, Szczepanki, Turowo, Węgra, Załogi, Zberoż, Zembrzus, Żebry ( Żebry-Idźki en Żebry-Kordy).

## Aangrenzende gemeenten
Dzierzgowo, Grudusk, Krasne, Krzynowłoga Mała, Opinogóra Górna, Przasnysz, Regimin